# Psammotettix alexanderi
Psammotettix alexanderi är en insektsart som beskrevs av Greene 1971. Psammotettix alexanderi ingår i släktet Psammotettix och familjen dvärgstritar. Inga underarter finns listade i Catalogue of Life.